# Future gazer
「future gazer」（フューチャー・ゲイザー）は、日本の音楽ユニット・fripSideの楽曲で、第2期3作目（通算4作目）のシングル。

## 概要
- 前作「LEVEL5-judgelight-」から約8ヶ月ぶり、アルバム『infinite synthesis』からの先行シングル。
- 表題曲はOVA『とある科学の超電磁砲』のオープニングテーマに起用された。当アニメのオープニングテーマを担当するのは今作で3作連続、通算3度目となった。
- カップリング曲はWindows XP・Windows Vista・Windows 7専用アドベンチャーゲーム『fortissimo//Akkord:Bsusvier』のオープニングテーマ。カップリング曲にタイアップが付くのは今作が初となった。
- 初回限定盤と通常盤の2形態で発売され、初回限定盤には表題曲のPVが収録されたDVDが同梱されている。PVはエジプトで撮影され、エジプト考古学の第一人者である吉村作治が出演している[1][注 1]。
- ジャケットには、両盤ともに当アニメのキャラクターである御坂美琴が描かれている。
- オリコンデイリーシングルチャートで第3位、週間シングルチャートで第4位を獲得[2]。3作連続のトップ5入りを果たした。

## 収録曲
1. future gazer [4:08]
作詞：八木沼悟志、yuki-ka
作曲・編曲：八木沼悟志
コナミデジタルエンタテインメントの音楽ゲーム『Dance Dance Revolution X3 VS 2ndMIX』および『REFLEC BEAT limelight』に今楽曲が収録されている。
2. fortissimo-the ultimate crisis- [4:56]
作詞：yuki-ka
作曲・編曲：八木沼悟志
3. future gazer (instrumental)
作曲・編曲：八木沼悟志
表題曲のインストゥルメンタル。
4. fortissimo-the ultimate crisis- (instrumental)
作曲・編曲：八木沼悟志
カップリング曲のインストゥルメンタル。

## 参加ミュージシャン
fripSide
- 八木沼悟志：Synthesizer & Programming (全曲)
- 南條愛乃：Vocal (#1,2)

Additional Musician
- a2c：Guitar (#1,3)
- 戸口田隆広：Guitar (#2,4)

## タイアップ
- OVA『とある科学の超電磁砲』オープニングテーマ (#1)
- Windows XP/Vista/7専用ゲームソフト『fortissimo//Akkord:Bsusvier』オープニングテーマ (#2)

## 収録アルバム
- infinite synthesis (#1)
- Decade (#2)
- 歌姫～アニソン・ベスト non-stop mix～ (#1)
- とある科学の超楽曲集 (#1)
- the very best of fripSide 2009-2020 (#1)